# America's Next Top Model (ventiquattresima edizione)
La ventiquattresima edizione di America's Next Top Model va in onda a partire dal 9 gennaio 2018 sul canale VH1, come l'edizione precedente. Tyra Banks è tornata rivestire il suolo di presentatrice, dopo aver lasciato le redini a Rita Ora per la stagione precedente. Il resto della giuria è rimasto invariato: la modella taglie forti Ashley Graham, il direttore creativo di Paper Magazine Drew Elliott e lo stilista delle star Law Roach hanno mantenuto il loro ruolo di giudici. Un altro cambiamento fondamentale è stato quello di tornare a svolgere le riprese del programma a Los Angeles, come già avvenuto nelle edizioni 4-9, 11, 13, 15-22. Tuttavia, la novità più rivoluzionaria di quest'edizione consiste nella rimozione del limite di età di 27 anni per partecipare al programma, in vigore sin dalla primissima edizione. Ben 3 concorrenti quest'anno, infatti, superano tale soglia: Khrystyana Kazakova, di 32 anni, Christina McDonald, di 34 anni, e Erin Green, madre e nonna, di ben 42 anni.
Anche grazie a quest'ultima novità, il cast è risultato uno dei più vari di sempre, con la partecipazione di diverse modelle plus-size (Erin Green, Ivana Thomas, Khrystyana Kazakova e Liz Woodbury), una modella musulmana (Sandra Shehab), una modella sopravvissuta a un tumore (Rio Summers), una modella nera con lievi problemi di psoriasi del cuoio capelluto (Shanice Carroll), una modella apertamente repubblicana e sostenitrice di Donald Trump (Liberty Netuschil), una modella di origini siberiane (Khrystyana Kazakova), una modella balbuziente (Kyla Coleman), una modella in passato obesa (Rhiyan Carreker) e una modella affetta da alopecia (Jeana Turner), la quale indosserà una parrucca per le prime due puntate della serie, per poi rimuoverla durante il momento dedicato ai cambi di look di questa edizione.
Inoltre, quest'edizione ha visto l'introduzione di una novità assoluta nella storia del programma, ovvero una puntata a tema "fan favourite" che ha visto il ritorno dell'ex-giudice Nigel Barker e della vincitrice della terza edizione del programma Eva Marcille. La particolarità di questa puntata consiste nel fatto che la sfida settimanale e il servizio fotografico a cui sarebbero state sottoposte le concorrenti in gara sono stati scelti dai fan del programma attraverso un sondaggio su Facebook avvenuto prima delle riprese. Gli utenti del social network, infatti, hanno potuto esprimere una preferenza fra tre diverse sfide proposte tra alcune delle più memorabili delle passate edizioni e fra tre servizi fotografici differenti, anch'essi ripresi dalle edizioni precedenti.
Per quanto riguarda la sfida, il pubblico ha potuto scegliere tra: "manichini viventi in vetrina" (terza edizione), "in posa tra i laser" (ottava edizione) e "sfilata in una palla gonfiabile gigante" (sedicesima edizione). È stata proprio quest'ultima a vincere con quasi 3000 preferenze. I servizi fotografici proposti erano, invece: "in lacrime" (sesta edizione), "con una tarantola" (terza edizione) e "capelli estremi" (settima edizione). In questo caso, con poco meno di 7000 preferenze, è stato il servizio fotografico con il ragno a venire scelto.
In questa stagione ben due concorrenti hanno deciso di abbandonare la gara. È la seconda volta che ciò accade, dopo la diciottesima edizione. La vincitrice è stata la ventenne Kyla Coleman (da Lacey, Washington), mentre Jeana Turner si è classificata seconda.

## Premi
I premi per la vincitrice di quest'edizione consistono in:
- Un servizio fotografico per la rivista Paper
- Un contratto con l'agenzia di moda Next Model Management
- Un premio in denaro di $100.000 dollari dallo sponsor Pantene
- L'inclusione del proprio avatar nel videogioco per piattaforme mobili ANTM

## Concorrenti
| Concorrente         | Età | Altezza | Città di provenienza         | Posizione                                                                  |
| ------------------- | --- | ------- | ---------------------------- | -------------------------------------------------------------------------- |
| Maggie Keating      | 20  | 170 cm  | Surry, Maine                 | Eliminata nell'episodio 2                                                  |
| Ivana Thomas        | 23  | 178 cm  | Durham, Carolina del Nord    | Eliminata nell'episodio 3                                                  |
| Liz Woodbury        | 24  | 173 cm  | Leicester, Massachusetts     | Ritirata nell'episodio 4                                                   |
| Rhiyan Carreker     | 20  | 180 cm  | Contea di Orange, California | Eliminata nell'episodio 4                                                  |
| Coura Fall          | 24  | 178 cm  | Eastvale, California         | Eliminata nell'episodio 5                                                  |
| Liberty Netuschil   | 20  | 170 cm  | Lava Hot Springs, Idaho      | Eliminata nell'episodio 6                                                  |
| Christina McDonald  | 34  | 173 cm  | Jenkintown, Pennsylvania     | Eliminata nell'episodio 7                                                  |
| Sandra Shehab       | 22  | 170 cm  | Cliffside Park, New Jersey   | Eliminata nell'episodio 8                                                  |
| Brendi K. Seiner    | 22  | 178 cm  | Nashville, Tennessee         | Ritirata nell'episodio 9                                                   |
| Erin Green          | 42  | 175 cm  | Pasadena, California         | Eliminata nell'episodio 10                                                 |
| Rio Summers         | 23  | 178 cm  | Detroit, Michigan            | Eliminata nell'episodio 13                                                 |
| Shanice Carroll     | 25  | 175 cm  | Murfreesboro, Tennessee      | Eliminata nell'episodio 14                                                 |
| Khrystyana Kazakova | 32  | 178 cm  | New York, New York           | Terza classificata                                                         |
| Jeana Turner        | 24  | 170 cm  | Minneapolis, Minnesota       | Eliminata nell'episodio 12 Rientrata nell'episodio 13 Seconda classificata |
| Kyla Coleman        | 20  | 178 cm  | Lacey, Washington            | Vincitrice                                                                 |

## Makeover
- Brendi K.: Capelli tagliati cortissimi
- Christina: Capelli color evidenziatore ispirati a Kylie Jenner
- Coura: Nessun cambiamento
- Erin: Extension mosse
- Ivana: Ricci accorciati
- Jeana: Parrucca rimossa
- Khrystyana: Tinta biondo platino
- Kyla: Capelli lisci e tinti di marrone
- Liberty: Capelli tinti di rosso
- Liz: Tinta rosa confetto e frangetta
- Rio: Capelli rasati e tinti di biondo
- Sandra: Capelli spuntati
- Shanice: Nessun cambiamento

## Ordine di eliminazione
| 1  | Coura      | Liberty    | Khrystyana | Rio        | Khrystyana | Brendi K. Jeana Khrystyana Kyla Rio Sandra Shanice | Kyla       | Shanice    | Rio        | Khrystyana | Kyla       | Kyla       | Kyla       |  |  |  |  |  |  |  |  |
| 2  | Rio        | Jeana      | Jeana      | Khrystyana | Shanice    | Brendi K. Jeana Khrystyana Kyla Rio Sandra Shanice | Jeana      | Khrystyana | Khrystyana | Kyla       | Khrystyana | Khrystyana | Jeana      |  |  |  |  |  |  |  |  |
| 3  | Erin       | Brendi K.  | Christina  | Shanice    | Jeana      | Brendi K. Jeana Khrystyana Kyla Rio Sandra Shanice | Shanice    | Erin       | Jeana      | Shanice    | Shanice    | Shanice    | Khrystyana |  |  |  |  |  |  |  |  |
| 4  | Jeana      | Rio        | Liberty    | Sandra     | Christina  | Brendi K. Jeana Khrystyana Kyla Rio Sandra Shanice | Erin       | Rio        | Kyla       | Rio        | Rio        | Jeana      | Shanice    |  |  |  |  |  |  |  |  |
| 5  | Khrystyana | Kyla       | Brendi K.  | Kyla       | Erin       | Brendi K. Jeana Khrystyana Kyla Rio Sandra Shanice | Brendi K.  | Jeana Kyla | Shanice    | Jeana      | Jeana      |            |            |  |  |  |  |  |  |  |  |
| 6  | Christina  | Christina  | Erin       | Brendi K.  | Sandra     | Brendi K. Jeana Khrystyana Kyla Rio Sandra Shanice | Rio        | Jeana Kyla | Erin       |            |            |            |            |  |  |  |  |  |  |  |  |
| 7  | Liz        | Liz        | Shanice    | Jeana      | Rio        | Brendi K. Jeana Khrystyana Kyla Rio Sandra Shanice | Khrystyana | Brendi K.  |            |            |            |            |            |  |  |  |  |  |  |  |  |
| 8  | Kyla       | Coura      | Kyla       | Erin       | Brendi K.  | Erin                                               | Sandra     |            |            |            |            |            |            |  |  |  |  |  |  |  |  |
| 9  | Ivana      | Erin       | Rio        | Liberty    | Kyla       | Christina                                          |            |            |            |            |            |            |            |  |  |  |  |  |  |  |  |
| 10 | Rhiyan     | Khrystyana | Sandra     | Christina  | Liberty    |                                                    |            |            |            |            |            |            |            |  |  |  |  |  |  |  |  |
| 11 | Liberty    | Sandra     | Coura      | Coura      |            |                                                    |            |            |            |            |            |            |            |  |  |  |  |  |  |  |  |
| 12 | Shanice    | Rhiyan     | Rhiyan     |            |            |                                                    |            |            |            |            |            |            |            |  |  |  |  |  |  |  |  |
| 13 | Sandra     | Shanice    | Liz        |            |            |                                                    |            |            |            |            |            |            |            |  |  |  |  |  |  |  |  |
| 14 | Brendi K.  | Ivana      |            |            |            |                                                    |            |            |            |            |            |            |            |  |  |  |  |  |  |  |  |
| 15 | Maggie     |            |            |            |            |                                                    |            |            |            |            |            |            |            |  |  |  |  |  |  |  |  |

- Nell'episodio 1, le finaliste sono state selezionate attraverso un nuovo sistema: dopo aver presentato una propria fotografia scattata prima delle riprese dello show, ogni concorrente ha ricevuto un "sì" o un "no" dai giudici, che hanno così effettuato una prima scrematura delle semifinaliste. Successivamente, la selezione è avvenuta grazie ad un servizio fotografico d'avanguardia e a una sfilata di moda e, in qualsiasi momento durante tali prove, i giudici hanno avuto il potere di intervenire ed eliminare altre ragazze. Al termine della puntata, si è arrivati alla scelta delle 14 finaliste, ma, poco dopo, è stato annunciato dalla stessa Tyra che, per la prima volta nella storia del programma, le finaliste sarebbero state 15, permettendo così alla quarantaduenne Erin Green di entrare nel cast.
- Nell'episodio 4, dopo il servizio fotografico, Liz decide di abbandonare la casa. Il giorno dopo, prima dell'eliminazione, la concorrente annuncerà direttamente a Tyra la sua decisione di lasciare la competizione per via dello stress che il confronto con alcune altre concorrenti le avrebbe procurato. Tuttavia, il giorno dopo la messa in onda dell'episodio, Liz Woodbury ha spiegato, attraverso i suoi account social, che il vero motivo per cui ha dovuto lasciare la gara è che, dopo essere stata minacciata da un'altra concorrente (di cui ha deciso di non fare il nome), i produttori l'avrebbero spinta ad andarsene. La controversia non è stata ancora del tutto chiarita.
- Nell'episodio 7, per la prima volta nella storia del programma, ben 7 ragazze hanno ricevuto lo scatto migliore della settimana.
- Nell'episodio 9, per la seconda volta quest'edizione, una ragazza decide di abbandonare la competizione: Brendi K. ha infatti annunciato davanti ai giudici di non voler proseguire la gara dal momento che essa stessa la stava rendendo infelice. In seguito al ritiro di Brendi K., al momento dell'eliminazione, è stato rivelato che sia Jeana che Kyla, le quali si trovavano tra le ultime due, avrebbero proseguito con la gara.
- L'episodio 11 è stato l'episodio riassunto.
- L'episodio 13 è stato al contempo un episodio "fan favourite", in cui sfida e servizio fotografico sono stati scelti dai fan del programma, "throwback", in quanto ha visto il ritorno di personaggi storici del programma (come Nigel Barker e Eva Marcille) e "comeback", dal momento che una delle concorrenti precedentemente eliminate è tornata in gara. Lo svolgimento è stato diverso da quello delle stagioni precedenti: in seguito alla sfida settimanale, 4 modelle precedentemente eliminate (Christina, Erin, Jeana e Liberty) sono state selezionate per partecipare al servizio fotografico, il quale ha determinato che sarebbe stata Jeana a rientrare in gara.
- Nell'episodio 14, dopo aver annunciato che Jeana sarebbe stata eliminata, Tyra ha spiegato che la concorrente avrebbe ricevuto l'opportunità di competere in finale grazie al salvataggio di Philipp Plein, ospite speciale, il quale ha ritenuto che Jeana avesse il look giusto per partecipare alla sfilata finale.
- Nell'episodio 15, dopo le prove abito con lo stilista Philipp Plein, Drew ha annunciato che Shanice sarebbe stata eliminata senza competere nella sfilata finale. Nel primo round della cerimonia di eliminazione, Khrystyana è stata eliminata dopo che i giudici hanno visionato il servizio per Paper.

    La concorrente è stata eliminata
     La concorrente si ritira dalla gara
     La concorrente vince la gara
     Le concorrenti finiscono tra le ultime due, ma nessuna viene eliminata
     La concorrente rientra in gara
     La concorrente viene inizialmente eliminata, per poi essere salvata dall'ospite speciale
     La concorrente viene eliminata al di fuori della cerimonia di eliminazione

## Servizi
- Episodio 1: Servizio d'avanguardia per Nicola Formichetti (casting)
- Episodio 2: Scatti da donne in gravidanza
- Episodio 3: Videoclip d'alta moda
- Episodio 4: Scatti horror
- Episodio 5: "Sandwich" umano in gruppi di 3
- Episodio 6: Servizio con le protagoniste di RuPaul's Drag Race
- Episodio 7: Foto di gruppo senza make up
- Episodio 8: Coperte di vernice dorata con modelli oversize
- Episodio 9: Scatti dinamici con un paracadute
- Episodio 10: Copertine per Paper
- Episodio 12: Video musicale per l'artista Maejor
- Episodio 13: Foto di gruppo "fan favourite" con tarantola ed Eva Marcille
- Episodio 14: Campagna per Pantene
- Episodio 15: Servizio social per Paper